# Hapi Hapi Sunday!
Singles de Tsukishima Kirari starring Kusumi Koharu (Morning Musume)
Papancake
(2008)
Singles par MilkyWay
Tan Tan Taan!
(2008)
Hapi Hapi Sunday! ou Hapi☆Hapi Sunday! (はぴ☆はぴ サンデー！, Hapi Hapi Sandē!, "Happy Happy Sunday!" ; trad : "Heureux heureux dimanche") est le sixième et ultime single de Tsukishima Kirari starring Kusumi Koharu (Morning Musume) (月島きらり starring 久住小春 (モーニング娘。)), sorti en 2009.

## Présentation
Le single sort le 4 février 2009 au Japon sur le label zetima. Il atteint la 9e place du classement des ventes de l'Oricon. Il sort aussi en édition limitée avec une pochette différente et une carte de collection en supplément, ainsi qu'au format "single V" (vidéo DVD contenant les clips vidéo de la chanson-titre et un making of) une semaine après.
Il est chanté par Koharu Kusumi du groupe Morning Musume incarnant Kirari Tsukishima, chanteuse de fiction de la série anime Kilari (Kirarin Revolution) doublée par Kusumi. Le projet Tsukishima Kirari starring Kusumi Koharu s'arrète le mois suivant en mars, avec la fin de la série.
La chanson-titre sert de générique de fin à la série (c'est le 12e et ultime thème de fin des épisodes 142 à 152, celui du 153 étant un medley). Elle ne figurera que sur l'album "best of" de "Tsukishima Kirari" qui sort peu après, Best Kirari, ainsi que sur la compilation du Hello! Project Petit Best 10. Sa version instrumentale figure aussi sur le single. La chanson en "face B", Hatten x Joy, restera inédite en album.

## Titres
| 1. | Hapi Hapi Sunday! (はぴ☆はぴ サンデー！)                   | Kenichi Maeyamada |  |
| 2. | Hatten x Joy (ハッテン×JOY)                                | Keiroku Araki     |  |
| 3. | Hapi Hapi Sunday! (Instrumental) (はぴ☆はぴ サンデー！...) | Kenichi Maeyamada |  |

| 1. | Hapi Hapi Sunday! (はぴ☆はぴ サンデー！)                                  |  |
| 2. | Kirari no One Point Dance Lesson (月島きらりのワンポイントダンスレッスン) |  |
| 3. | Hapi Hapi Sunday! (Dance Shot Ver.) (はぴ☆はぴ サンデー！...)             |  |
| 4. | Making Eizō (メイキング映像)                                              |  |